# Elko County
Elko County je okres na severovýchodě státu Nevada ve Spojených státech amerických. Žije zde přibližně 54 tisíc obyvatel. Správním sídlem okresu je město Elko, k dalším městům patří West Wendover, Carlin a Wells. Celková rozloha okresu činí 44 556 km². Založen byl roku 1869 a jeho jméno pochází ze šošonského slova označujícího bílou ženu.
Okres hraničí na severu se státem Idaho a na východě se státem Utah.